# Остин, Луис
Луис Уинслоу Остин (30 октября 1867, Оруэлл — 27 июня 1932, Вашингтон) — физик, один из первых исследователей распространения радиоволн на большие расстояния. Эмпирическая формула определения мощности радиосигнала, распространяющегося на большие расстояния, называется формулой Остина. Третий президент Института радиоинженеров (IRE). Награждён Медалью почёта IRE) (1927).

## Биография
Луи Остин родился в городе Оруэлле штата Вермонт. Учился в Миддлбери-колледже, а затем в Германии в Страсбургском университете, где он в 1893 году получил степень Ph.D. (доктор философии). С 1893 года по 1901 год изучал физику, работая в Висконсинском университете в Мадисоне.
В 1904 года Остин поступил на работу в Национальное бюро стандартов, где занимался, в частности, выявлением закономерностей между температурой и влажностью окружающей среды, исследованием геомагнитных бурь, вспышек на Солнце и характеристик распространения радиоволн на большие расстояния. В 1908—1923 годах возглавлял созданную военно-морским флотом США при Бюро стандартов радиолабораторию. 
С 1909 года по 1910 год по заказу ВМФ США проводил измерения характеристик радиоволн длиной от 1000 до 3750 м, переданных на расстояния до 2000 км:61 между радиостанцией Фессендена и кораблями USS Birmingham и USS Salem, которые ходили из США в Ливию и обратно. На основе полученных данных Остин и его помощник доктор Луис Коэн определили эмпирические зависимости между мощностью радиосигналов, их частотой и расстоянием, на которое они были переданы. В результате учёными была выведена формула для определения мощности сигнала, переданного на большие расстояния, которая получила название формулы Остина или формулы Остина — Коэна.
Уже первые опыты по изучению распространения радиоволн, проводившиеся Остиным (в Англии подобными экспериментами занималась исследовательская группа Гульельмо Маркони), показали, что дальность действия радиостанций длинных и средних волн пропорциональна произведению силы тока в основании антенны на её так называемую действующую высоту:51.
В 1914 году Луис Остин стал третьим президентом Института радиоинженеров (IRE). За период с 1913 по 1932 год опубликовал 40 технических статей в журнале Proceedings of the National Academy of Sciences.
В 1923—1932 годах — директор специальной радиолаборатории Бюро стандартов.
В 1927 году «за пионерскую работу в области количественных измерений и исследования взаимосвязи характеристик радиоволн» Луис Остин был награждён Медалью почёта IRE.